# Frontiers Media
Frontiers Media SA és una editorial de revistes científiques d'accés obert i revisades per parells actualment actives en ciència, tecnologia i medicina. Va ser fundada l'any 2007 per Kamila i Henry Markram. Frontiers té la seu a Lausana, Suïssa, amb oficines al Regne Unit, Espanya i la Xina. El 2022, Frontiers va donar feina a més de 1.400 persones en 14 països. Totes les revistes de Frontiers es publiquen sota una llicència de reconeixement de Creative Commons.
L'any 2015, Frontiers Media va ser classificat com a possible editor depredador per Jeffrey Beall, encara que la llista de Beall es va treure fora de línia dos anys més tard en una decisió que segueix sent controvertida.

## Història
La primera revista publicada va ser Frontiers in Neuroscience, que es va obrir per enviar-la com a versió beta el 2007. El 2010, Frontiers va llançar una sèrie d'11 revistes més de medicina i ciència. El febrer de 2012 es va posar en marxa la Frontiers Research Network, una plataforma de xarxes socials per a investigadors, destinada a difondre els articles d'accés obert publicats a les revistes Frontiers, i oferir conferències relacionades, blocs, notícies, videoconferències i ofertes de feina.
El febrer de 2013, el Nature Publishing Group (NPG) (ara Nature Research ) va adquirir una participació de control en Frontiers Media, però la col·laboració entre el Nature Publishing Group i Frontiers va acabar el 2015.
Frontiers for Young Minds es va llançar el novembre de 2013 durant la Reunió Anual de la Society for Neuroscience en col·laboració amb NPG com a revista científica basada en web que implica els joves en la revisió d'articles científics amb l'ajuda de científics que actuen com a mentors.
A principis de setembre de 2014, Frontiers va rebre el premi d'or ALPSP per a la innovació en l'edició de l'Associació d'Editors de Societats Educades i Professionals.
L'octubre de 2015, Frontiers (en col·laboració amb NPG) va llançar Loop, una xarxa de recerca oberta per integrar-se al lloc web de qualsevol editorial o organització acadèmica, i Loop va incloure aviat una col·laboració amb ORCID per enllaçar i sincronitzar investigadors. informació del perfil. La Universitat Politècnica de Madrid va ser la primera universitat que va enllaçar el seu perfil de Loop amb la seva pàgina web institucional.
El 2019, Frontiers es va unir a la Iniciativa per a Cites Obertes.
El maig de 2020, Frontiers Media va llançar el seu programari Artificial Intelligence Review Assistant per a editors externs. El programari ajuda a identificar els conflictes d'interessos i el plagi, avalua la qualitat del manuscrit i la revisió per parells i recomana editors i revisors, encara que el programari no marca totes les formes de conflicte d'interessos, com ara fonts de finançament o afiliacions no revelades.
El 2022, un grup d'editors, inclòs Frontiers Media, es va unir a l'STM Integrity Hub de l'Associació Internacional d'Editors Científics, Tècnics i Mèdics, una iniciativa per proporcionar als editors eines per combatre la tramesa d'articles de revistes amb problemes d'integritat de les fàbriques de recerca de paper.